# Якуб Покорний
Якуб Покорний (чеськ. Jakub Pokorný, нар. 11 вересня 1996, Зноймо, Чехія) — чеський футболіст, захисник клубу «Сігма».

## Ігрова кар'єра

### Клубна
Якуб Покорний народився у місті Зноймо і є вихованцем клубної академії місцевого клубу «Зноймо». 28 вересня 2014 року захисник дебютував на професійному рівні в чемпіонаті Чехії.
У 2016 році Покорний перейшов до «Баніка», з яким у першому ж сезоні виборов підвищення до елітного дивізіону. Другу половину сезону футболіст провів в оренді в клубі «Усті-над-Лабем». Сезон 2018/19 також грав в оренді - в «Градець-Кралове». У 2019 році футболіст продовжив контракт з «Баніком».
В серпні 2022 року Покорний перейшов до «Сігми», підписавши трирічний контракт.

### Збірна
У 2017 році Якуб Покорний провів три матчі в складі молодіжної збірної Чехії.

## Титули
Сігма
 Переможець Кубка Чехії: 2024/25